# Rock Hudson
Rock Hudson, egentlig Roy Harold Scherer, Jr. (født 17. november 1925, død 2. oktober 1985), var en amerikansk skuespiller.
Som søn af en automekaniker og en telefonoperatør stod det ikke skrevet i stjernerne at Rock Hudson skulle blive skuespiller. Under 2. verdenskrig var han Navy airplane-mekaniker og blev siden lastbilschauffør. Den officielle historie er at han derefter blev spottet, af en filmmager pga. sit pæne ydre, men ifølge ham selv, var det langt mere slidsomt.
Hudson var i sin ungdom "pigernes helt", men magtede også meget andet på film, TV og scene. Han huskes især for sin medvirken, som Daniel Reece, i TV-serien Dollars, fra årene 1984-85 og sine filmsamspil med Doris Day.
Hudson var desuden én af de første, store Hollywood-stjerner, der døde af en AIDS-relateret sygdom. Han sprang – efter et langt liv "i skabet" – posthumt ud som homoseksuel med bogen "Rock Hudson – hans liv fortalt af Rock Hudson og skrevet af Sara Davidson".

## I populærkultur
Hudson beklæder en fornem plads som skønhedsideal i teksten til Shu-bi-duas sang "Knuden" fra gruppens femte album 78'eren fra samme år.